# Forma Chen di 19 posizioni
La Chenshi shijiu shi taolu (piccola forma delle diciannove posizioni in cinese) è una forma del Taijiquan stile Chen definita nel 1995 dal Maestro Chen Xiaowang, rappresentante della 19ª generazione della famiglia che diede vita alla disciplina. Ha uno scopo prettamente didattico, tant'è che di norma è la prima ad essere appresa dai neofiti.
Le sue posizioni (17, più apertura e chiusura) sono divise in quattro sezioni e riprese da altre forme tradizionali:
- Xin Jia Yi Lu (da cui prende Shang bu xie xing, Dao juan hong e Yeh ma fen zhong)
- Xiao Jia Yi Lu (Shuang tui shou, Shan tong bei e Liu feng si bi)
- Lao Jia Yi Lu (per le rimanenti).

Il ritmo di esecuzione riflette bene le caratteristiche tipiche dello stile Chen 
- alternanza tra movimenti duri e morbidi, con predominanza di quelli morbidi,
- alternanza tra movimenti lenti e veloci, con predominanza di quelli lenti
- le braccia guidate dal corpo nella gran parte di movimenti.

Così come per le altre, esistono tre metodi per svolgerla in riferimento all'altezza della postura assunta dall'atleta: alto, medio e basso. Può, inoltre, essere eseguita sia in modo "soft" sia con un atteggiamento più veloce e marziale, come se si affrontasse un avversario.
La forma si sviluppa lungo un asse lineare come segue:
| Posizione       | Nome in cinese         | Nome in italiano                                               | Movimenti |
| prima sezione   |                        |                                                                |           |
| 1               | yu bei shi             | preparazione                                                   | 5         |
| 2               | jin gang chu miao      | il guerriero di Budda esce dal tempio                          | 7         |
| 3               | lan zha yi             | allacciarsi la veste pigramente                                | 4         |
| 4               | shang bu xie xing      | passo in avanti con postura obliqua                            | 9         |
| 5               | shang san bu           | muovere tre passi in avanti                                    | 5         |
| 6               | zuo yan shou hong quan | ruotare, muovere le mani e sferrare un pugno a sinistra        | 2         |
| 7               | liu feng si bi         | Sei sigilli e quattro chiusure (spingere con entrambe le mani) | 4         |
| seconda sezione |                        |                                                                |           |
| 8               | dao juan hong          | Indietreggiare ruotando le braccia                             | 9         |
| 9               | shan tong bei          | il lampo attraversa la schiena (girarsi di spalle)             | 3         |
| 10              | you yan shou hong quan | ruotare, muovere le mani e sferrare un pugno a destra          | 2         |
| 11              | liu feng si bi         | Sei sigilli e quattro chiusure (spingere con entrambe le mani) | 4         |
| terza sezione   |                        |                                                                |           |
| 12              | yun shou               | muovere le mani nelle nuvole                                   | 7         |
| 13              | gao tan ma             | carezzare il cavallo                                           | 4         |
| 14              | you deng yi gen        | scalciare con il tallone destro                                | 5         |
| 15              | zuo deng yi gen        | scalciare con il tallone sinistro                              | 3         |
| quarta sezione  |                        |                                                                |           |
| 16              | ye ma fen zong         | dividere la criniera del cavallo selvaggio                     | 7         |
| 17              | yu nu chuan suo        | la ragazza di giada lavora alla spola                          | 7         |
| 18              | jin gang dao dui       | Il guerriero di Budda (Jin Gang) pesta il mortaio              | 4         |
| 19              | shou shi               | conclusione                                                    | 5         |